# David Dove
David Dove (* um 1970) ist ein US-amerikanischer Jazz- und Improvisationsmusiker (Posaune), der in der Musikszene von Houston aktiv ist.

## Leben und Wirken
Dove wuchs in Houston auf. Er lernte Posaune im öffentlichen Schulsystem und spielte daneben E-Bass in Punkrock-Gruppen. Noch als Jugendlicher sammelte er zunächst Erfahrungen in verschiedenen musikalischen Stilen. So spielte er sechs Jahre in der Funkband Sprawl. In den frühen 1990er Jahren begann er, sich mit freier Improvisation zu beschäftigen, etwa mit Paul Winstanley und dem damaligen Trio Charalambides.
1997 fing er an im Kulturzentrum MECA Workshops für Jugendliche zu geben, bevor ihn Pauline Oliveros 2000 einlud, für ihr Deep Listening Institute einen Ableger in Houston zu gründen, aus dem schließlich 2006 die unabhängige Organisation Nameless Sound hervorging.
Erste Aufnahmen Doves entstanden Mitte der 1990er-Jahre im Duo mit Paul Guildford; außerdem nahm er mit Jawwaad Taylor mehrere Alben auf, beginnend mit Scattered Remains in the Now (2008). Weiterhin spielte er mit Pauline Oliveros und Susie Ibarra, mit Chris Cogburn und Joëlle Léandre, mit Alvin Fielder und Damon Smith, ferner mit Ryan Edwards, Jason Jackson und Sandy Ewen. Nach Ansicht von Eyal Hareuveni, der das Album From-To-From 2014 in All About Jazz rezensierte, ist die Musik des  Quartetts von Alvin Fielder mit David Dove sowohl inspiriert vom Bebop als auch vom feurigen und spirituellen Free Jazz der 1960er-Jahre und der freien Improvisation mit offenem Ende, jedoch immer noch mit einem zeitgenössischen Touch und Feeling, ohne zu versuchen, einflussreiche Outfits zu replizieren.

## Diskografische Hinweise
- David Dove, Ryan Edwards, Sandy Ewen, Juan Garcia, Jason Jackson: The Blue Idea (2013)
- David Dove & Jason Jackson: Music for Dolphins (2017)
- Alvin Fielder, David Dove, Jason Jackson, Damon Smith: The Very Cup of Trembling (Astral Spirits 2021)[6]